# ゲジェコンドゥ

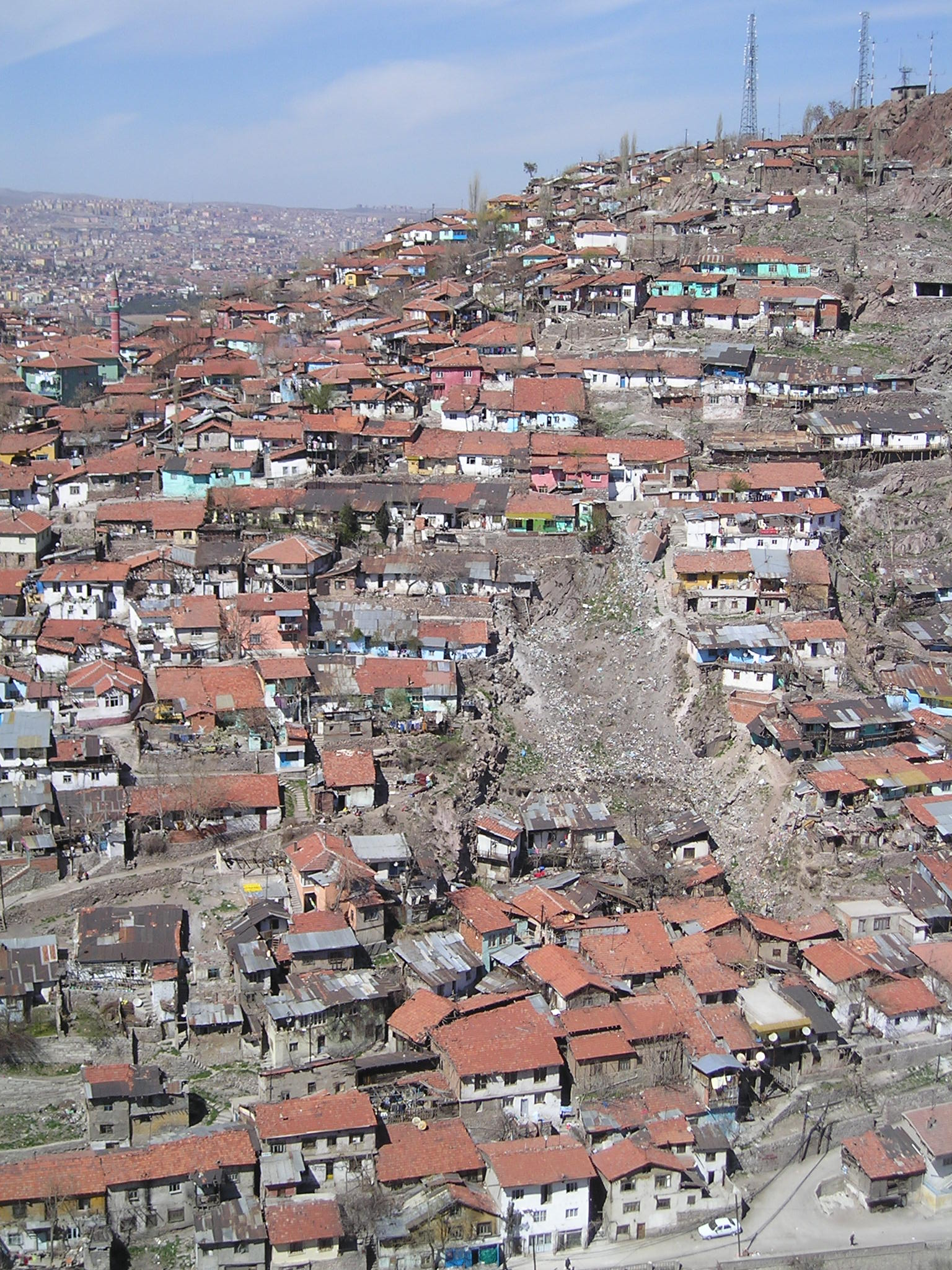
アンカラ西部のゲジェコンドゥ（2004年撮影）

ゲジェコンドゥ（gecekondu）は、他人の私有地や公有地に許可を得ないまま建てられた不法建築のトルコにおける総称。ゲジェコンと略すこともまれにある。名称の由来は夜（gece）建築した（kondu）というもので、本来は文字通りの意味で、一夜にして建築したかのような非常に粗末なバラックを指すものであったが、現在では建築業者が施工した鉄筋コンクリート建ての建築物もごく普通に見られる。このためゲジェコンドゥの密集地域は、トルコ以外でのバラック集落やスラム街のようなものとはかなり様相が異なる。また、個人の住宅だけではなく、商業施設・工業施設もゲジェコンドゥの概念に含まれる。
そもそも違法建築であるので正確な統計・調査は存在しないが、1960年代以降農村から都市への人口移動により急激に増加したものと考えられている。1966年以降住居保護の観点から、代替住宅の準備なしにゲジェコンドゥの撤去は出来ないものとされたため、これを逆手に取り違法建築を公然と販売する業者が出現するなど、さらにゲジェコンドゥの増加が加速された。現在でもゲジェコンドゥの撤去は行われているが、全体から見ればきわめてごくわずかであり、大半はうやむやのうちに存在しつづけている。
ゲジェコンドゥの密集地域には当然のことながら都市計画などは存在せず、電気・ガス・上下水道などのライフラインや、降雨排水などに大きな問題を抱えている地域が多い。また、建築そのものにも耐震性など建築構造に問題があるものが多く、1999年のイズミット地震において人的被害増加の一因になった。